# Zwartstaartkruiper
De zwartstaartkruiper (Climacteris melanurus; synoniem: Climacteris melanura) is een zangvogel uit de familie Climacteridae (Australische kruipers).

## Verspreiding en leefgebied
Deze vogel is endemisch in Australië en telt twee ondersoorten:
- C. m. melanurus - komt voor van noordoostelijk West-Australië tot noordwestelijk Queensland.
- C. m. wellsi - komt voor in centraal West-Australië (Pilbara).

## Status
De grootte van de populatie is niet gekwantificeerd maar de soort wordt omschreven als plaatselijk algemeen. Op de Rode lijst van de IUCN heeft deze soort de status niet bedreigd.